# Josef Vágner
Josef Vágner (Ždírnice, 1928. május 26. – Dvůr Králové nad Labem, 2000. május 6.) cseh erdész, természettudós, utazó, író.

## Élete
1958-1965 között középiskolai tanár volt. Eközben Mezőgazdasági Főiskolán végzett 1962-1963-ban, illetve ugyanott képezte tovább magát. 1965-1983 között a Dvůr královéi állatkert igazgatója lett, melyet afrikai szafarival bővített. Az állatkertet maga látta el állatbeszerzői körútjaival 1967–1976 között. Csak a legjobb kiállású állatokat tartotta meg, a többit szabadon engedte. 1984-től rokkant nyugdíjas volt.
Művei 7 nyelven jelentek meg fordításban. 1979-ben Lipcsében Arany Könyv díjat nyert.

## Művei
- 1971 Sen safari
- 1972 Simba a ti druzí
- 1975 Mzuri Afrika
- 1978 Afrika, ráj a peklo zvířat
- 1979 Safari pod Kilimandžárem
- 1979 Afrika, život a smrt zvířat
- 1987 Afrika
- 1989 Animal of Africa
- 1992 Zvířata v Africe
- 1995 Africká zvířata
- 1996 Rádžové indických džunglí
- 1998 Kimuri

### Magyarul
- Josef Vágner–Nad'a Schneiderová: Szafári a Kilimandzsáró alatt; ford. Mayer Judit; Gondolat–Madách, Bp.–Bratislava, 1980
- Josef Vágner–Nad'a Schneiderová: Az oroszlán nem az állatok királya; ford. Mayer Judit; Gondolat–Madách, Bp.–Bratislava, 1984